# Agravis Raiffeisen
Agravis Raiffeisen AG er et tysk landbrugs- og grovvareselskab med hovedkvarter i Münster, Nordrhein-Westfalen.
Virksomheden blev etableret i 2004 ved en fusion mellem Raiffeisen Hauptgenossenschaft Nord AG (RHG) i Hannover og Raiffeisen Central-Genossenschaft Nordwest eG (RCG) i Münster. Virksomheden handler med korn, foder, energi, maskiner og diverse landbrugsartikler. I 2022 havde Agravis 6.600 ansatte og en årsomsætning på 9,4 mia. euro.